# Coeuve
Coeuve (toponimo francese) è un comune svizzero di 734 abitanti del Canton Giura, nel distretto di Porrentruy.

## Monumenti e luoghi d'interesse

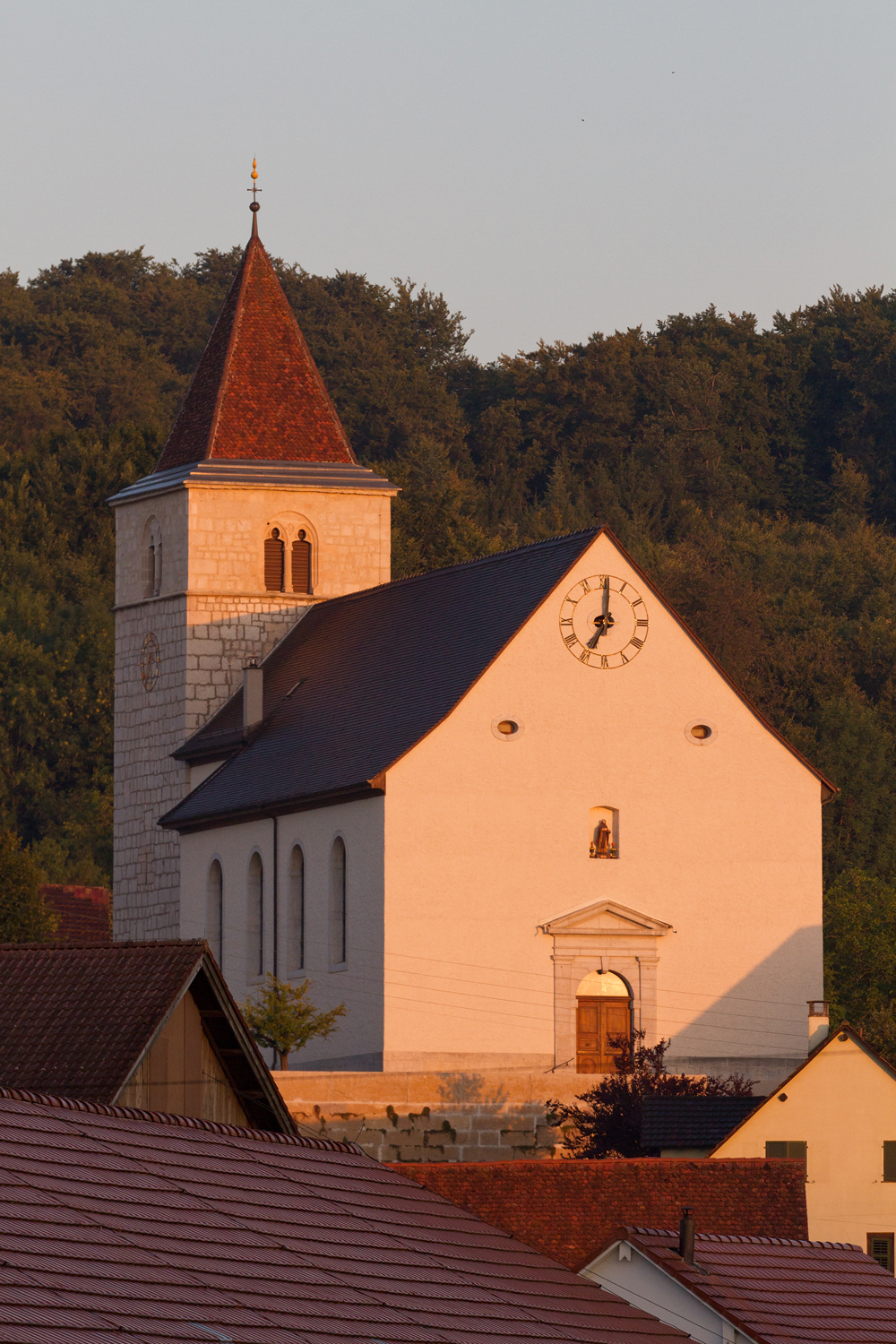
La chiesa di Saint-Jean-devant-la-Porte-Latine

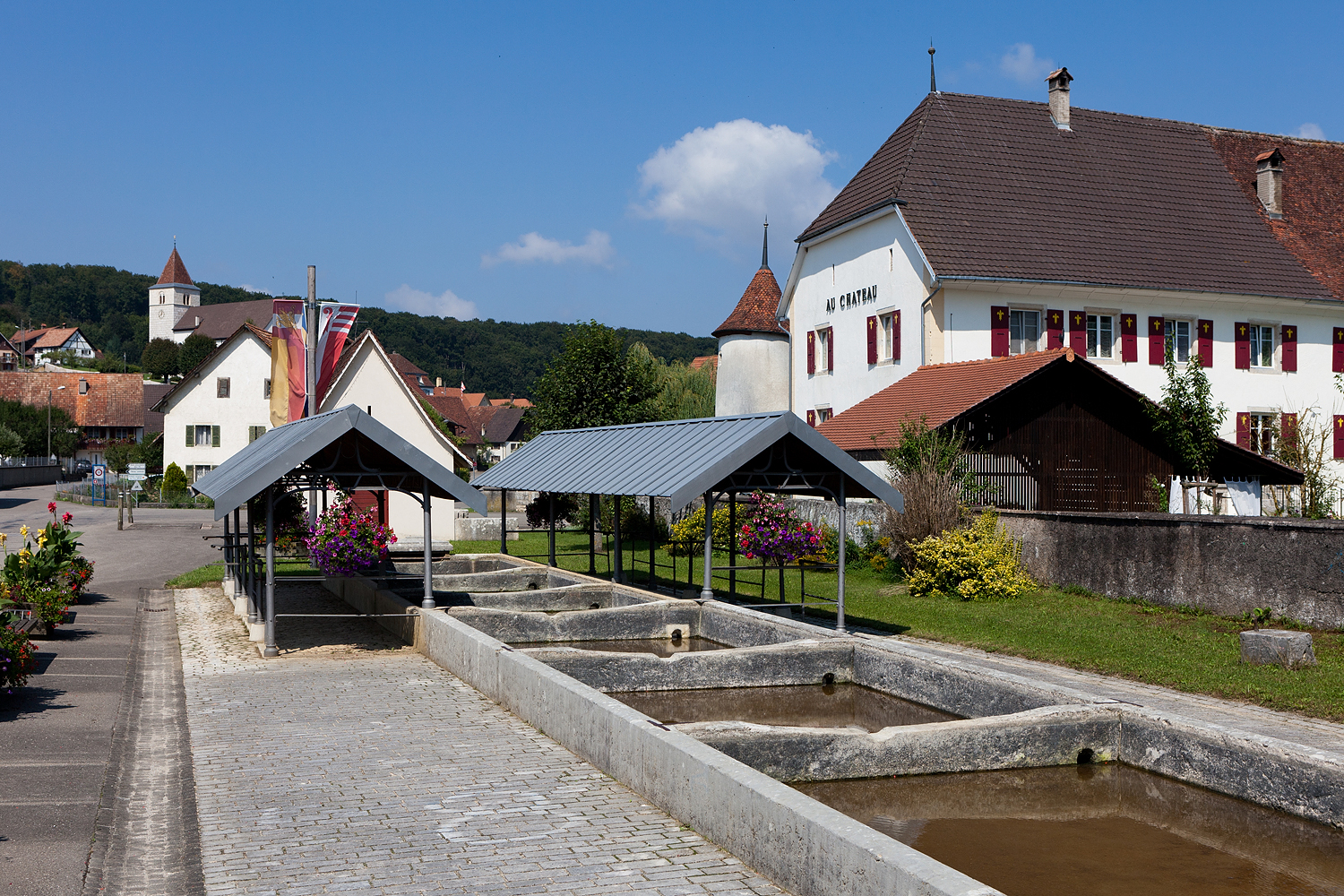
Il lavatoio

- Chiesa cattolica di Saint-Jean-devant-la-Porte-Latine, eretta nel XIII-XIV secolo[1];
- Lavatoio, eretto nel XVIII secolo[1].

## Società

### Evoluzione demografica
L'evoluzione demografica è riportata nella seguente tabella:
Abitanti censiti

## Amministrazione
Dal 1836 comune politico e comune patriziale sono uniti nella forma del commune mixte.